# WTA de Cincinnati
O WTA de Cincinnati – ou Cincinnati Open, atualmente – é um torneio de tênis profissional feminino, de nível WTA 1000.
Realizado em Mason, na região metropolitana de Cincinnati, no nordeste dos Estados Unidos, teve consideráveis hiatos nas últimas decadas, estando ininterrupto desde 2004. Os jogos são disputados em quadras duras, por volta do mês de agosto.
Em 2020, devido à pandemia de COVID-19, o torneio ocorreu excepcionalmente na cidade de Nova York, no mesmo espaço do US Open, na semana anterior ao evento do Grand Slam norte-americano.

## Finais

### Simples
| Ano                                                     | Campeã                | Vice-campeã           | Resultado            |
| ------------------------------------------------------- | --------------------- | --------------------- | -------------------- |
| 2025                                                    | Iga Swiatek           | Jasmine Paolini       | 7–5, 6–4             |
| 2024                                                    | Aryna Sabalenka       | Jessica Pegula        | 6–3, 7–5             |
| 2023                                                    | Coco Gauff            | Karolína Muchová      | 6–3, 6–4             |
| 2022                                                    | Caroline Garcia       | Petra Kvitová         | 6–2, 6–4             |
| 2021                                                    | Ashleigh Barty        | Jil Teichmann         | 6–3, 6–1             |
| 2020                                                    | Victoria Azarenka     | Naomi Osaka           | w.o.                 |
| 2019                                                    | Madison Keys          | Svetlana Kuznetsova   | 7–5, 7–65            |
| 2018                                                    | Kiki Bertens          | Simona Halep          | 2–6, 7–66, 6–2       |
| 2017                                                    | Garbiñe Muguruza      | Simona Halep          | 6–1, 6–0             |
| 2016                                                    | Karolína Plíšková     | Angelique Kerber      | 6–3, 6–1             |
| 2015                                                    | Serena Williams       | Simona Halep          | 6–3, 7–65            |
| 2014                                                    | Serena Williams       | Ana Ivanović          | 6–4, 6–1             |
| 2013                                                    | Victoria Azarenka     | Serena Williams       | 2–6, 6–2, 7–66       |
| 2012                                                    | Li Na                 | Angelique Kerber      | 1–6, 6–3, 6–1        |
| 2011                                                    | Maria Sharapova       | Jelena Janković       | 4–6, 7–63, 6–3       |
| 2010                                                    | Kim Clijsters         | Maria Sharapova       | 2–6, 7–64, 6–2       |
| 2009                                                    | Jelena Janković       | Dinara Safina         | 6–4, 6–2             |
| 2008                                                    | Nadia Petrova         | Nathalie Dechy        | 6–2, 6–1             |
| 2007                                                    | Anna Chakvetadze      | Akiko Morigami        | 6–1 6–3              |
| 2006                                                    | Vera Zvonareva        | Katarina Srebotnik    | 6–2, 6–4             |
| 2005                                                    | Patty Schnyder        | Akiko Morigami        | 6–4, 6–0             |
| 2004                                                    | Lindsay Davenport     | Vera Zvonareva        | 6–3, 6–2             |
| Torneio não realizado entre 2003 e 1989                 |                       |                       |                      |
| 1988                                                    | Barbara Potter        | Helen Kelesi          | 6–2, 6–2             |
| Torneio não realizado entre 1987 e 1974                 |                       |                       |                      |
| 1973                                                    | Evonne Goolagong      | Chris Evert           | 6–2, 7–5             |
| 1972                                                    | Margaret Court        | Evonne Goolagong      | 3–6, 6–2, 7–5        |
| 1971                                                    | Virginia Wade         | Linda Tuero           | 6–3, 6–3             |
| 1970                                                    | Rosemary Casals       | Nancy Richey          | 6–3, 6–3             |
| 1969                                                    | Lesley Bowrey         | Gail Chanfreau        | 1–6, 7–5, 10–10, ab. |
| 1968                                                    | Linda Tuero           | Tory Fretz            | 6–1, 6–2             |
| 1967                                                    | Jane Bartkowicz       | Patsy Rippy           | 6–4, 6–1             |
| 1966                                                    | Jane Bartkowicz       | Peachy Kellmeyer      | 6–3, 6–3             |
| 1965                                                    | Stephanie DeFina      | Roberta Alison        | 10–8, 5–7, 6–4       |
| 1964                                                    | Jean Danilovich       | Alice Tym             | 6–1, 6–2             |
| 1963                                                    | Stephanie DeFina      | Jane Bartkowicz       | 7–5, 6–2             |
| 1962                                                    | Julie Heldman         | Roberta Alison        | 6–4, 6–4             |
| 1961                                                    | Peachy Kellmeyer      | Carole Caldwell       | 3–6, 12–10, 7–5      |
| 1960                                                    | Carol Hanks           | Farel Footman         | 6–2, 4–6, 6–3        |
| 1959                                                    | Donna Floyd           | Carol Hanks           | 5–7, 6–2, 6–4        |
| 1958                                                    | Gwyn Thomas           | Martha Hernandez      | 6–1, 6–2             |
| 1957                                                    | Lois Felix            | Pat Naud              | 7–5, 2–6, 7–5        |
| 1956                                                    | Yola Ramírez          | Mary Ann Mitchell     | 7–5, 6–1             |
| 1955                                                    | Mimi Arnold           | Barbara Breit         | 6–4, 6–3             |
| 1954                                                    | Lois Felix            | Ethel Norton          | 6–1, 6–3             |
| 1953                                                    | Thelma Long           | Anita Kanter          | 7–5, 6–2             |
| 1952                                                    | Anita Kanter          | Doris Popple          | 6–0, 6–1             |
| 1951                                                    | Pat Canning Todd      | Magda Rurac           | 6–3, 6–4             |
| 1950                                                    | Beverly Baker Beckett | Magda Rurac           | 5–7, 6–3, 9–7        |
| 1949                                                    | Magda Rurac           | Beverly Baker         | 6–4, 2–6, 6–0        |
| 1948                                                    | Dorothy Head          | Mercedes Madden Lewis | 6–4, 6–4             |
| 1947                                                    | Betty Rosenquest      | Betty Hulbert James   | 9–7, 6–2             |
| 1946                                                    | Virginia Kovacs       | Shirley Fry           | 6–4, 6–1             |
| 1945                                                    | Pauline Betz          | Dodo Bundy            | 6–2, 6–0             |
| 1944                                                    | Dodo Bundy            | Pauline Betz          | 7–5, 6–4             |
| 1943                                                    | Pauline Betz          | Catherine Wolf        | 6–0, 6–2             |
| 1942                                                    | Catherine Wolf        | Monica Nolan          | 6–4, 6–1             |
| 1941                                                    | Pauline Betz          | Mary Arnold           | 6–4, 6–3             |
| 1940                                                    | Alice Marble          | Gracyn Kelleher       | 6–3, 6–4             |
| 1939                                                    | Catherine Wolf        | Virginia Hollinger    | 6–2, 6–3             |
| 1938                                                    | Virginia Hollinger    | Margaret Jessee       | 8–6, 1–6, 6–0        |
| 1937                                                    | Virginia Hollinger    | Monica Nolan          | 6–3, 6–2             |
| 1936                                                    | Lila Porter           | Virginia Hollinger    | 6–4, 6–3             |
| Torneio não realizado em 1935 devido à Grande Depressão |                       |                       |                      |
| 1934                                                    | Gracyn Wheeler        | Esther Bartosh        | default              |
| 1933                                                    | Muriel Adams          | Helen Fulton          | 6–4, 6–4             |
| 1932                                                    | Dorothy Weisel Hack   | Clara Louise Zinke    | 6–1, 6–0             |
| 1931                                                    | Clara Louise Zinke    | Ruth Riese            | 6–1, 6–1             |
| 1930                                                    | Clara Louise Zinke    | Ruth Riese            | 6–2, 6–4             |
| 1929                                                    | Clara Louise Zinke    | Ruth Riese            | 6–2, 6–3             |
| 1928                                                    | Marjorie Gladman      | Clara Louise Zinke    | 6–4, 6–4             |
| 1927                                                    | Clara Louise Zinke    | Marian Leighton       | 6–4, 4–6, 4–1, ab.   |
| 1926                                                    | Clara Louise Zinke    | Olga Strashun Weil    | 6–2, 6–2             |
| 1925                                                    | Marian Leighton       | Clara Louise Zinke    | 6–3, 6–2             |
| 1924                                                    | Olga Strashun Weil    | Clara Louise Zinke    | 6–4, 6–2             |
| 1923                                                    | Ruth Sanders Cordes   | Clara Louise Zinke    | 6–0, 7–5             |
| 1922                                                    | Ruth Sanders Cordes   | Olga Strashun Weil    | 6–3, 6–4             |
| Torneio não realizado em 1921                           |                       |                       |                      |
| 1920                                                    | Ruth Sanders Cordes   | Ruth King             | 6–1, 6–0             |
| Torneio não realizado entre 1919 e 1918                 |                       |                       |                      |
| 1917                                                    | Katharine Brown       | Mrs. Willis Adams     | 7–5, 0–6, 6–4        |
| 1916                                                    | Martha Guthrie        | Marguerite Davis      | 6–2, 2–6, 6–1        |
| 1915                                                    | Molla Bjurstedt       | Ruth Sanders          | 6–0, 6–4             |
| 1914                                                    | Ruth Sanders          | Katharine Brown       | 7–5, 5–7, 6–2        |
| 1913                                                    | Ruth Sanders          | Marjorie Dodd         | 6–2, 6–3             |
| 1912                                                    | Marjorie Dodd         | May Sutton            | default              |
| 1911                                                    | Marjorie Dodd         | Helen McLaughlin      | 6–0, 6–2             |
| 1910                                                    | Miriam Steever        | Rhea Fairbairn        | 4–6, 8–6, 6–0        |
| 1909                                                    | Edith Hannam          | Martha Kinsey         | 6–3, 6–1             |
| 1908                                                    | Martha Kinsey         | Marjorie Dodd         | 4–6, 8–6, 6–2        |
| 1907                                                    | May Sutton            | Martha Kinsey         | 6–1, 6–1             |
| 1906                                                    | May Sutton            | Florence Sutton       | 7–5, 6–2             |
| 1905                                                    | May Sutton            | Myrtle McAteer        | 6–0, 6–0             |
| 1904                                                    | Myrtle McAteer        | Winona Closterman     | 7–5, 6–3             |
| 1903                                                    | Winona Closterman     | Myrtle McAteer        | 6–1, 5–7, 6–4        |
| 1902                                                    | Maud Banks            | Winona Closterman     | 6–2, 6–1             |
| 1901                                                    | Winona Closterman     | Juliette Atkinson     | 6–2, 8–6, 6–1        |
| 1900                                                    | Myrtle McAteer        | Maud Banks            | 6–4, 6–8, 6–2, 6–3   |
| 1899                                                    | Myrtle McAteer        | Juliette Atkinson     | 7–5, 6–1, 4–6, 8–6   |

### Duplas
| Ano                                     | Campeãs                            | Vice-campeãs                                       | Resultado         |
| --------------------------------------- | ---------------------------------- | -------------------------------------------------- | ----------------- |
| 2024                                    | Asia Muhammad Erin Routliffe       | Leylah Fernandez Yulia Putintseva                  | 3–6, 6–1, [10–4]  |
| 2023                                    | Alycia Parks Taylor Townsend       | Nicole Melichar-Martinez Ellen Perez               | 16–7, 6–4, [10–6] |
| 2022                                    | Lyudmyla Kichenok Jeļena Ostapenko | Nicole Melichar-Martinez Ellen Perez               | 7–65, 6–3         |
| 2021                                    | Samantha Stosur Zhang Shuai        | Gabriela Dabrowski Luisa Stefani                   | 7–5, 6–3          |
| 2020                                    | Květa Peschke Demi Schuurs         | Nicole Melichar Xu Yifan                           | 6–1, 4–6, [10–4]  |
| 2019                                    | Lucie Hradecká Andreja Klepač      | Anna-Lena Grönefeld Demi Schuurs                   | 6–4, 6–1          |
| 2018                                    | Lucie Hradecká Ekaterina Makarova  | Elise Mertens Demi Schuurs                         | 6–2, 7–5          |
| 2017                                    | Chan Yung-jan Martina Hingis       | Hsieh Su-wei Monica Niculescu                      | 4–6, 6–4, [10–7]  |
| 2016                                    | Sania Mirza Barbora Strýcová       | Martina Hingis Coco Vandeweghe                     | 7–5, 6–4          |
| 2015                                    | Chan Hao-ching Chan Yung-jan       | Casey Dellacqua Yaroslava Shvedova                 | 7–5, 6–4          |
| 2014                                    | Raquel Kops-Jones Abigail Spears   | Tímea Babos Kristina Mladenovic                    | 6–1, 2–0 ,ab.     |
| 2013                                    | Hsieh Su-wei Peng Shuai            | Anna-Lena Grönefeld Květa Peschke                  | 2–6, 6–3, [12–10] |
| 2012                                    | Andrea Hlaváčková Lucie Hradecká   | Katarina Srebotnik Zheng Jie                       | 6–1, 6–3          |
| 2011                                    | Vania King Yaroslava Shvedova      | Natalie Grandin Vladimíra Uhlířová                 | 6–4, 3–6, [11–9]  |
| 2010                                    | Maria Kirilenko Victoria Azarenka  | Lisa Raymond Rennae Stubbs                         | 7–64, 7–68        |
| 2009                                    | Cara Black Liezel Huber            | Nuria Llagostera Vives María José Martínez Sánchez | 6–3, 0–6, [10–2]  |
| 2008                                    | Maria Kirilenko Nadia Petrova      | Hsieh Su-wei Yaroslava Shvedova                    | 6–3, 4–6, [10–8]  |
| 2007                                    | Bethanie Mattek Sania Mirza        | Alina Jidkova Tatiana Poutchek                     | 7–64, 7–5         |
| 2006                                    | Maria Elena Camerin Gisela Dulko   | Marta Domachowska Sania Mirza                      | 6–4, 3–6, 6–2     |
| 2005                                    | Laura Granville Abigail Spears     | Květa Peschke María Emilia Salerni                 | 3–6, 6–2, 6–4     |
| 2004                                    | Jill Craybas Marlene Weingärtner   | Emmanuelle Gagliardi Anna-Lena Grönefeld           | 7–5, 7–62         |
| Torneio não realizado entre 2003 e 1989 |                                    |                                                    |                   |
| 1988                                    | Beth Herr Candy Reynolds           | Lindsay Bartlett Helen Kelesi                      | 4–6, 7–69, 6–1    |
| Torneio não realizado entre 1987 e 1974 |                                    |                                                    |                   |
| 1973                                    | Pat Pretorius Ilana Kloss          | Evonne Goolagong Janet Young                       | 7–6, 3–6, 6–2     |
| 1972                                    | Rosemary Casals Gail Chanfreau     | Brenda Kirk Pat Pretorius                          | 6–4, 6–1          |
| 1971                                    | Helen Gourlay Linda Tuero          | Gail Chanfreau Winnie Shaw                         | 6–4, 6–4          |
| 1970                                    | Rosemary Casals Gail Chanfreau     | Helen Gourlay Pat Walkden                          | 12–10, 6–1        |
| 1969                                    | Kerry Harris Valerie Ziegenfuss    | Emilie Burrer Pam Richmond                         | 6–3, 9–7          |
| 1968                                    | Emilie Burrer Linda Tuero          | Peggy Michel Carol Gay                             | 6–2, 6–3          |